# باول ديو
باول ديو (بالنرويجية البوكمول: Paul Due)‏ هو مهندس معماري نرويجي، ولد في 13 أغسطس 1835 في كريستيانساند في النرويج، وتوفي في 26 فبراير 1919 في كريستيانية في النرويج.